# 42 км (платформа)
42 кіломе́тр — пасажирський зупинний пункт Запорізької дирекції Придніпровської залізниці на неелектрифікованій лінії Українська — Каховське Море між станціями Каховське Море (2 км) та Мала Білозерка (2 км). Розташований на південній околиці міста Дніпрорудне Василівського району Запорізької області. Вихід до вулиці Залізничної та автошляху територіального значення Т 0817. Поруч із зупинним пунктом розташована Платформа 2 км.

## Пасажирське сполучення
З 18 березня 2020 року приміське пасажирське сполучення припинено на невизначний час.